# Macropis dimidiata
Macropis dimidiata är en biart som beskrevs av Keizo Yasumatsu och Hirashima 1956. Macropis dimidiata ingår i släktet lysingbin, och familjen sommarbin. Inga underarter finns listade i Catalogue of Life.